# De zandlopersuite
De zandlopersuite is een compositie van Frank Bridge. Bridge componeerde deze kleine suite voor piano solo van september 1919 (Schemering) tot april 1920. Het werk is geschreven na het eind van de Eerste Wereldoorlog en dat heeft gevolgen voor de stemming van het werk. Bridge werd zelf niet lichamelijk getroffen door die oorlog, maar vrienden en kennissen wel. De zandloper klinkt dan ook enigszins somber en ook de thematiek is wat somber gestemd met de volgende delen:
1. Schemering (Dusk) in tempo molto moderato
2. Dauwfee (Dew fairy) in Allegretto moderato e rubato
3. Vloed om middernacht (Midnight tide) in molto lento.

Deel drie laat een lichte wijziging horen in stijl van componeren, de overgang naar de muziek van zijn Sonate voor piano kondigt zich aan.
Op 6 maart 1923 werd Vloed om middernacht voor het eerst in het openbaar gespeeld (Royal College of Music). De Dauwfee ging als los werk pas op 23 juni 1936 in première.

## Discografie
- Uitgave Naxos: Ashley Wass in 2005
- Uitgave SOMM: Mark Bebbington 2011
- Uitgave Continuum: Peter Jacobs